# ملعب آيل سيربينتاريو
ملعب آيل سيربينتاريو (بالإنجليزية: Estadio El Serpentario)‏ هو ملعب كرة قدم يقع في سان خوان، الأرجنتين، يتسع لـ 12,000 متفرج.

## التاريخ
افتتح الملعب في 1960.